# Dinesh Dhankar
Dinesh Dhankar (ur. 2001) – indyjski zapaśnik walczący w stylu wolnym. Zajął dziesiąte miejsce na mistrzostwach świata w 2022.
Brązowy medalista mistrzostw Azji w 2025 a także MŚ wojskowych w 2025 roku. 